# Ван Вейк (лунный кратер)
Кратер Ван Вейк (лат. Van Wijk) — ударный кратер в южной части обратной стороны Луны. Название присвоено в честь голландского астронома Уко Ван Вейка (1924—1966) и утверждено Международным астрономическим союзом в 1970 г. 

## Описание кратера
Ближайшими соседями кратера являются кратер Пристли на северо-западе; кратер Кимура на севере; кратер Фехнер на северо-востоке и кратер Шрёдингер на юго-востоке. На востоке от кратера располагается долина Планка. Селенографические координаты центра кратера 62°30′ ю. ш. 119°04′ в. д. / 62,5° ю. ш. 119,06° в. д., диаметр 31,1 км, глубина 2,05 км.
Кратер имеет полигональную форму с зубчатым выступом в северной части. Вал кратера умеренно разрушен, особенно в северной и северо-западной частях, кромка вала острая. Высота вала над окружающей местностью 940 м, объем кратера составляет приблизительно 700 км³. Дно чаши кратера сравнительно ровное, без приметных структур.

## Сателлитные кратеры
Отсутствуют.